# Lijst van nummer 1-hits in de UK Singles Chart in 1974
Deze hits stonden in 1974 op nummer 1 in de UK Singles Chart:
| Datum        | Artiest                    | Titel                                     |
| ------------ | -------------------------- | ----------------------------------------- |
| 5 januari    | Slade                      | Merry Xmas everybody                      |
| 12 januari   | Slade                      | Merry Xmas everybody                      |
| 19 januari   | The New Seekers & Lyn Paul | You won't find another fool like me       |
| 26 januari   | Mud                        | Tiger feet                                |
| 2 februari   | Mud                        | Tiger feet                                |
| 9 februari   | Mud                        | Tiger feet                                |
| 16 februari  | Mud                        | Tiger feet                                |
| 23 februari  | Suzi Quatro                | Devil gate drive                          |
| 2 maart      | Suzi Quatro                | Devil gate drive                          |
| 9 maart      | Alvin Stardust             | Jealous mind                              |
| 16 maart     | Paper Lace                 | Billy, don't be a hero                    |
| 23 maart     | Paper Lace                 | Billy don't be a hero                     |
| 30 maart     | Paper Lace                 | Billy don't be a hero                     |
| 6 april      | Terry Jacks                | Seasons in the sun                        |
| 13 april     | Terry Jacks                | Seasons in the sun                        |
| 20 april     | Terry Jacks                | Seasons in the sun                        |
| 27 april     | Terry Jacks                | Seasons in the sun                        |
| 4 mei        | ABBA                       | Waterloo                                  |
| 11 mei       | ABBA                       | Waterloo                                  |
| 18 mei       | The Rubettes               | Sugar baby love                           |
| 25 mei       | The Rubettes               | Sugar baby love                           |
| 1 juni       | The Rubettes               | Sugar baby love                           |
| 8 juni       | The Rubettes               | Sugar baby love                           |
| 15 juni      | Ray Stevens                | The streak                                |
| 22 juni      | Gary Glitter               | Always yours                              |
| 29 juni      | Charles Aznavour           | She                                       |
| 6 juli       | Charles Aznavour           | She                                       |
| 13 juli      | Charles Aznavour           | She                                       |
| 20 juli      | Charles Aznavour           | She                                       |
| 27 juli      | George McCrae              | Rock your baby                            |
| 3 augustus   | George McCrae              | Rock your baby                            |
| 10 augustus  | George McCrae              | Rock your baby                            |
| 17 augustus  | The Three Degrees          | When will I see you again                 |
| 24 augustus  | The Three Degrees          | When will I see you again                 |
| 31 augustus  | The Osmonds                | Love me for a reason                      |
| 7 september  | The Osmonds                | Love me for a reason                      |
| 14 september | The Osmonds                | Love me for a reason                      |
| 21 september | Carl Douglas               | Kung fu fighting                          |
| 28 september | Carl Douglas               | Kung fu fighting                          |
| 5 oktober    | Carl Douglas               | Kung fu fighting                          |
| 12 oktober   | John Denver                | Annie's song                              |
| 19 oktober   | Sweet Sensation            | Sad sweet dreamer                         |
| 26 oktober   | Ken Boothe                 | Everything I own                          |
| 2 november   | Ken Boothe                 | Everything I own                          |
| 9 november   | Ken Boothe                 | Everything I own                          |
| 16 november  | David Essex                | Gonna make you a star                     |
| 23 november  | David Essex                | Gonna make you a star                     |
| 30 november  | David Essex                | Gonna make you a star                     |
| 7 december   | Barry White                | You're the first, the last, my everything |
| 14 december  | Barry White                | You're the first, the last, my everything |
| 21 december  | Mud                        | Lonely this Christmas                     |
| 28 december  | Mud                        | Lonely this Christmas                     |

1952 ·
1953 ·
1954 ·
1955 ·
1956 ·
1957 ·
1958 ·
1959 ·
1960 ·
1961 ·
1962 ·
1963 ·
1964 ·
1965 ·
1966 ·
1967 ·
1968 ·
1969 ·
1970 ·
1971 ·
1972 ·
1973 ·
1974 ·
1975 ·
1976 ·
1977 ·
1978 ·
1979 ·
1980 ·
1981 ·
1982 ·
1983 ·
1984 ·
1985 ·
1986 ·
1987 ·
1988 ·
1989 ·
1990 ·
1991 ·
1992 ·
1993 ·
1994 ·
1995 ·
1996 ·
1997 ·
1998 ·
1999 ·
2000 ·
2001 ·
2002 ·
2003 ·
2004 ·
2005 ·
2006 ·
2007 ·
2008 ·
2009 ·
2010 ·
2011 ·
2012 ·
2013 ·
2014 ·
2015 ·
2016 ·
2017 ·
2018 ·
2019 ·
2020 ·
2021
- Nederland (Top 40)
- Nederland (Single Top 100)
- Vlaanderen (Radio 2 Top 30)
- Duitsland
- Verenigd Koninkrijk
- Verenigde Staten (Hot 100)